# Keeper of the Seven Keys: The Legacy
Albums de Helloween
Rabbit Don't Come Easy
(2003) Gambling with the Devil
(2007)
Singles
1. Mrs. God
Sortie : 5 septembre 2005
2. Light the Universe
Sortie : 7 novembre 2006

Keeper of the Seven Keys: The Legacy est le 11e album studio du groupe de power metal allemand Helloween sorti en 2005.
La piste Occasion Avenue utilise des échantillons des morceaux Halloween, Eagle Fly Free et Keeper of the Seven Keys des albums Keeper of the Seven Keys, Pt. 1 & 2 avec la voix de l'ancien chanteur d'Helloween, Michael Kiske. L'album se classa à la 89e position dans les charts français le 5 novembre 2005.

## Liste des titres
| 1. | The King for a 1000 Years | Helloween                   | 13:54 |
| 2. | The Invisible Man         | Sascha Gerstner             | 7:17  |
| 3. | Born on Judgment Day      | Michael Weikath             | 6:14  |
| 4. | Pleasure Drone            | Sascha Gerstner             | 4:08  |
| 5. | Mrs. God                  | Andi Deris                  | 2:55  |
| 6. | Silent Rain               | Andi Deris, Sascha Gerstner | 4:21  |

| 1. | Occasion Avenue                                | Andi Deris                   | 11:04 |
| 2. | Light the Universe (en duo avec Candice Night) | Andi Deris                   | 5:00  |
| 3. | Do You Know What You Are Fighting For          | Michael Weikath              | 4:45  |
| 4. | Come Alive                                     | Andi Deris                   | 3:20  |
| 5. | The Shade in the Shadow                        | Andi Deris                   | 3:24  |
| 6. | Get It Up                                      | Michael Weikath              | 4:13  |
| 7. | My Life for One More Day                       | Andi Deris, Markus Grosskopf | 6:51  |
| 8. | Revolution (bonus Japon)                       | Markus Grosskopf             | 5:06  |

## Composition du groupe
- Andi Deris — chants
- Michael Weikath — guitare
- Sascha Gerstner — guitare
- Markus Grosskopf — basse
- Dani Löble — batterie